# Dallas Township (comté de DeKalb, Missouri)
Dallas Township est un township du comté de DeKalb dans le Missouri, aux États-Unis,.
Le township est fondé en 1845 et baptisé en référence à George Mifflin Dallas, 11e vice-président des États-Unis.

## Source de la traduction
- (en) Cet article est partiellement ou en totalité issu de l’article de Wikipédia en anglais intitulé « Dallas Township, DeKalb County, Missouri » (voir la liste des auteurs).